# Feritcan Şamlı
Feritcan Şamlı (Istanboel, 29 januari 1994) is een Turks wielrenner die sinds 2020 rijdt voor Spor Toto Cycling Team.

## Carrière
In 2014, tijdens zijn eerste seizoen bij Torku Şekerspor, werd Şamlı nationaal kampioen op de weg. Als junior was hij al tweemaal nationaal kampioen tijdrijden geworden. In 2015 won hij de laatste etappe in de Ronde van Ankara, waardoor hij op de vijfde plek in het algemeen klassement eindigde. In juni 2016 werd hij, achter ploegmaat Ahmet Örken, tweede in het nationale kampioenschap tijdrijden. Wel werd hij kampioen bij de beloften. Twee maanden later won hij de openingstijdrit in de Ronde van Ankara. De leiderstrui die hij daaraan overhield raakte hij een dag later kwijt aan Serkan Balkan.
In 2017 werd Şamlı voor de tweede maal op rij tweede in de tijdrit tijdens de nationale kampioenschappen. In oktober van dat jaar nam hij met een Turkse selectie deel aan de Ronde van Turkije, die dat jaar voor het eerste deel uitmaakte van de UCI World Tour.

## Overwinningen
2011
 Turks kampioen tijdrijden, Junioren
2012
 Turks kampioen tijdrijden, Junioren
2014
 Turks kampioen op de weg, Elite
2015
4e etappe Ronde van Ankara
2016
 Turks kampioen tijdrijden, Beloften
1e etappe Ronde van Ankara

## Ploegen
- 2014 –  Torku Şekerspor
- 2015 –  Torku Şekerspor
- 2016 –  Torku Şekerspor
- 2017 –  Torku Şekerspor
- 2018 –  Torku Şekerspor
- 2019 –  Salcano Sakarya BB Team
- 2020 –  Spor Toto Cycling Team
- 2021 –  Spor Toto Cycling Team
- 2022 –  Spor Toto Cycling Team
- 2023 –  Spor Toto Cycling Team
- 2024 –  Spor Toto Cycling Team
- 2025 –  Spor Toto Cycling Team

Akdilek · Akırşan · Atalay · Bakırcı · Cobo · de la Fuente · Hretsjyn · Kal · Keleş · Köse · Metloesjenko · Örken · Reis · Şamlı
Akdilek · Akırşan · Akşoy · Atalay · Bakırcı · Hretsjyn · Kal · Keleş · Köse · Marczyński · Örken · Reis · Şamlı · Seeldraeyers
Akdilek · Akırşan · Akşoy · Atalay · Bakırcı · Keleş · Köse · Örken · Reis · Şamlı · Sayar
Akdilek · Atalay · Bakırcı · Balkan · Balykin · Chirico · Dilek · Keleş · Örken · Özgür · Reis · Şamlı · Sayar
Acar · Akdilek · Atalay · Bakırcı · O. Balkan · S. Balkan · Balykin · Dilek · Örencik · Özgür · Raileanu · Şamlı